# Tobias Hellman
Olof Christian Tobias Hellman (ur. 16 stycznia 1973 w Lidingö) – szwedzki narciarz alpejski, pięciokrotny medalista mistrzostw świata juniorów.

## Kariera
Po raz pierwszy na arenie międzynarodowej Tobias Hellman pojawił się w 1990 roku, startując na mistrzostwach świata juniorów w Zinal. Zajął tam jedenaste miejsce w slalomie, 20. miejsce w zjeździe i 24. miejsce w supergigancie. Na rozgrywanych rok później mistrzostwach świata juniorów w Geilo jego najlepszym wynikiem było szóste miejsce w gigancie. Największe sukcesy osiągnął jednak na mistrzostwach świata juniorów w Mariborze w 1992 roku, gdzie zdobył pięć medali. Szwed był tam najlepszy w supergigancie, slalomie i kombinacji, a w gigancie był drugi za Włochem Michelem Stufferem. Zajął także trzecie miejsce w zjeździe, w którym wyprzedzili go tylko Michael Makar z USA i Austriak Josef Strobl.
W zawodach Pucharu Świata zadebiutował 5 grudnia 1992 roku w Val d’Isère, zajmując 22. miejsce w supergigancie. Tym samym już w swoim debiucie zdobył pierwsze pucharowe punkty. Najlepsza lokatę w zawodach tego cyklu wywalczył 7 marca 1993 roku w Aspen, zajmując dziewiąte miejsce w tej samej konkurencji. Najlepsze wyniki osiągnął w sezonie 1992/1993, kiedy w klasyfikacji generalnej zajął 87. miejsce. W 1994 roku wystartował na igrzyskach olimpijskich w Lillehammer, zajmując między innymi trzynaste miejsce w kombinacji i dziewiętnaste w supergigancie. Brał także udział w rozgrywanych dwa lata później mistrzostwach świata w Sierra Nevada, gdzie jego najlepszym rezultatem było 31. miejsce w supergigancie. W 2001 roku zakończył karierę.

## Osiągnięcia

### Igrzyska olimpijskie
| Miejsce | Dzień     | Rok  | Miejscowość | Konkurencja | Czas biegu  | Strata  | Zwycięzca            |
| ------- | --------- | ---- | ----------- | ----------- | ----------- | ------- | -------------------- |
| 13.     | 15 lutego | 1994 | Lillehammer | Kombinacja  | 3:17,53 min | +4,21 s | Lasse Kjus           |
| 19.     | 17 lutego | 1994 | Lillehammer | Supergigant | 1:32,53 min | +2,06 s | Markus Wasmeier      |
| DNF     | 23 lutego | 1994 | Lillehammer | Gigant      | 2:52,46 min | –       | Markus Wasmeier      |
| DNF     | 27 lutego | 1994 | Lillehammer | Slalom      | 2:02,02 min | –       | Thomas Stangassinger |

### Mistrzostwa świata
| Miejsce | Dzień     | Rok  | Miejscowość   | Konkurencja | Czas biegu  | Strata  | Zwycięzca       |
| ------- | --------- | ---- | ------------- | ----------- | ----------- | ------- | --------------- |
| 31.     | 13 lutego | 1996 | Sierra Nevada | Supergigant | 1:21,80 min | +2,61 s | Atle Skårdal    |
| 37.     | 17 lutego | 1996 | Sierra Nevada | Zjazd       | 2:00,17 min | +4,66 s | Patrick Ortlieb |
| DNF     | 23 lutego | 1996 | Sierra Nevada | Gigant      | 1:58,63 min | -       | Alberto Tomba   |

### Mistrzostwa świata juniorów
| Miejsce | Dzień       | Rok  | Miejscowość | Konkurencja | Czas biegu  | Strata  | Zwycięzca           |
| ------- | ----------- | ---- | ----------- | ----------- | ----------- | ------- | ------------------- |
| 20.     | 21 marca    | 1990 | Zinal       | Zjazd       | 1:19,42 min | +3,10 s | Kjetil André Aamodt |
| 24.     | 22 marca    | 1990 | Zinal       | Supergigant | 1:24,30 min | +4,92 s | Kjetil André Aamodt |
| 11.     | 25 marca    | 1990 | Zinal       | Slalom      | 1:28,15 min | +3,22 s | Luigi Tacchini      |
| 27.     | 11 kwietnia | 1991 | Geilo       | Zjazd       | 1:05,48 min | +2,46 s | Ivan Bormolini      |
| 6.      | 12 kwietnia | 1991 | Geilo       | Gigant      | 2:04,64 min | +0,31 s | Massimo Zucchelli   |
| 14.     | 14 kwietnia | 1991 | Geilo       | Slalom      | 1:33,29 min | +3,22 s | Casey Puckett       |
| 7.      | 14 kwietnia | 1991 | Geilo       | Kombinacja  | ?           | ?       | Bruno Kernen        |
| 3.      | 25 lutego   | 1992 | Maribor     | Zjazd       | 1:19,48 min | +0,09 s | Michael Makar       |
| 1.      | 26 lutego   | 1992 | Maribor     | Supergigant | 1:08,11 min | -       | -                   |
| 2.      | 28 lutego   | 1992 | Maribor     | Gigant      | 2:04,26 min | +0,30 s | Michel Stuffer      |
| 1.      | 1 marca     | 1992 | Maribor     | Slalom      | 1:13:55 min | -       | -                   |
| 1.      | 1 marca     | 1992 | Maribor     | Kombinacja  | ?           | -       | -                   |

### Puchar Świata

#### Miejsca w klasyfikacji generalnej
- sezon 1992/1993: 87.
- sezon 1993/1994: 131.
- sezon 1995/1996: 150.
- sezon 1996/1997: 126.

#### Miejsca na podium
Hellman nie stawał na podium zawodów PŚ.